# 4220 Flood
A 4220 Flood (ideiglenes jelöléssel 1988 DN) a Naprendszer kisbolygóövében található aszteroida. Robert H. McNaught fedezte fel 1988. február 22-én.